# Andricus quercusinferus
Andricus quercusinferus is een vliesvleugelig insect uit de familie van de echte galwespen (Cynipidae). De wetenschappelijke naam van de soort is gepubliceerd in 1767 door Linnaeus.